# Fussbal Club Wettingen 93

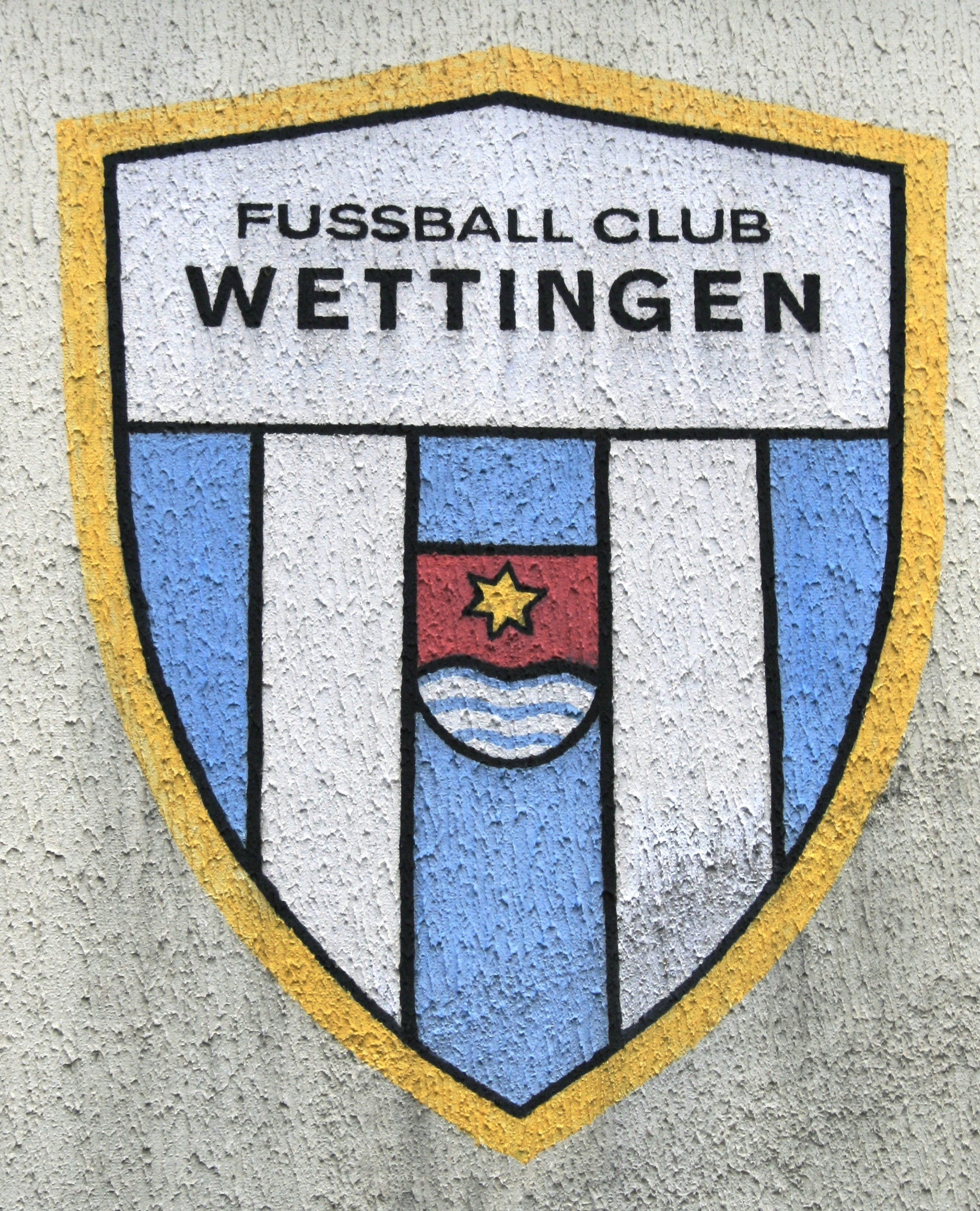
Escut del FC Wettingen a l'estadi.

El Fussbal Club Wettingen 93 és un club de futbol suís de la ciutat de Wettingen.

## Història
El club va ser fundat el 1931 amb el nom FC Wettingen. El 1969 ascendí a la National League B. La temporada 1969-1970 jugà per primer cop a primera divisió i el segon ascens a primera fou la temporada 1982-83, on hi romangué fins 1986-87. La temporada 1988-89 fou quart a primera divisió (la seva millor classificació) i es classificà per la Copa de la UEFA de la temporada posterior. La temporada 1991-92 descendí a segona per tercer cop. En total jugà 10 temporades a primera divisió. Per problemes econòmics es va dissoldre el 1993 i es tornà a fundar amb el nom FC Wettingen 93.